# Ordoviciano superiore
Nella scala dei tempi geologici, l'Ordoviciano superiore rappresenta l'ultima delle tre epoche o serie stratigrafiche in cui è suddiviso l'Ordoviciano, che a sua volta è il secondo dei sei periodi in cui è suddivisa l'era del Paleozoico.
L'Ordoviciano superiore è compreso tra 460,9 ± 1,6 e 443,7 ± 1,5 milioni di anni fa (Ma), preceduto dall'Ordoviciano medio e seguito dal Llandovery, la prima epoca del successivo Siluriano.

## Suddivisioni
La Commissione Internazionale di Stratigrafia riconosce per l'Ordoviciano superiore la suddivisione in tre stadi stratigrafici:
- Hirnantiano, (445,6 ± 1,5 - 443,7 ± 1,5 milioni di anni fa (Ma))
- Katiano, (455,8 ± 1,6 - 445,6 ± 1,5 Ma)
- Sandbiano, (460,9 ± 1,6 - 455,8 ± 1,6 Ma)

## Definizioni stratigrafiche e GSSP
La base del Sandbiano è definita dalla prima comparsa negli orizzonti stratigrafici dei graptoliti della specie Nemagraptus gracilis.
Il limite superiore, che è anche il limite dell'Ordoviciano nonché base del successivo Siluriano, è dato dalla prima comparsa dei graptoliti della specie Akidograptus ascensus, a poca distanza dalla prima comparsa del Parakidograptus acuminatus.

### GSSP
Il GSSP, il profilo stratigrafico di riferimento della Commissione Internazionale di Stratigrafia, è stato identificato in quattro affioramenti naturali lungo il corso del fiume Sularp presso Fågelsång, otto km a est del centro di Lund e 1,5 km a ovest di Södra Sandby, nella provincia della Scania, nell'estrema parte sud della Svezia.